# Castro do Vieito
El Castro do Vieito es un poblado fortificado característico de la cultura castreña del noroeste de la península ibérica. Está situado en el municipio de Viana do Castelo (NO de Portugal), en la cima de una pequeña elevación que domina las tierras del valle del Río Lima.